# جامعة ولاية ميناس جيرايس
جامعة ولاية ميناس جيرايس هي جامعة عامة في البرازيل تأسست عام 1989.